# Учитель на подмену
«Учитель на подмену» (англ. The Substitute) — американский кинофильм 1993 года.

## Сюжет
Учительница средней школы Гейл Ричардсон узнаёт, что муж ей изменяет. В припадке ярости она убивает мужа, его любовницу, поджигает дом и убегает.
Год спустя мы находим её в другой школе в другом городе и под другим именем. Всё идёт гладко, пока люди не начинают портить её новую жизнь и интересоваться её скрытым прошлым. Гейл должна остановить их… любой ценой.

## В ролях
- Аманда Донохью — Гейл Ричардс / Лаура Эллингтон
- Далтон Джеймс — Джош Уайатт
- Наташа Грегсон Вагнер — Дженни
- Марк Уолберг — Райан Вестерберг
- Молли Паркер — Кортни
- Гэри Джонс — Эллиотт